# تشارلوتا باس
تشارلوتا أماندا سبيرز باس (بالإنجليزية: Charlotta Bass)‏ (14 فبراير 1874 - 12 أبريل 1969)، معلمة أمريكية وناشرة ومحررة في صحيفة وناشطة في مجال الحقوق المدنية. ركزت على العديد من القضايا الأخرى مثل حقوق السكن، وحقوق التصويت، وحقوق العمال، فضلاً عن الإضاءة على وحشية الشرطة وممارساتها. يُعتقد أن باس هي أول امرأة أمريكية من أصل أفريقي تمتلك وتدير صحيفة في الولايات المتحدة. استمرت في نشر صحيفة نسر كاليفورنيا من عام 1912 حتى عام 1951. في عام 1952، أصبحت باس أول امرأة أمريكية من أصل أفريقي تُرشّح لمنصب نائب الرئيس، كمرشحة للحزب التقدمي.
اتُهمت باس مرارًا وتكرارًا بسبب أنشطتها بأنها تنتمي للحزب الشيوعي، ولم يكن هناك دليل على ذلك، وهذا ما نفته باس نفسها. راقبها مكتب التحقيقات الفيدرالي، الذي استمر في النظر إليها على أنها تهديد أمني محتمل حتى بلغت التسعينيات من عمرها.

## خلفيتها
وُلدت تشارلوتا أماندا سبيرز في مدينة سومتر في ولاية كارولاينا الجنوبية في 14 فبراير 1874 لوالديها حيرام وكيت سبيرز. كان ترتيبها الطفلة السادسة بين أخوتها. تلقت تعليمها في المدارس العامة بالإضافة إلى فصل دراسي واحد في كلية بيمبروك الحكومية. عندما كانت تبلغ من العمر عشرين عامًا، انتقلت للعيش مع شقيقها في بروفيدنس، رود آيلاند، وعملت في بروفيدنس واتشمان لمدة عشر سنوات تقريبًا.
انتقلت إلى كاليفورنيا من أجل صحتها وعملت في النهاية في صحيفة نسر كاليفورنيا. كانت أول وظيفة لها في نسر كاليفورنيا تتمثل في بيع الاشتراكات. عندما توفي مؤسسها جون نيمور، تولت دور المحررة في الصحيفة. أصبحت فيما بعد مالكة نسر كاليفورنيا بعد أن اشترتها في مزاد بمبلغ خمسين دولارًا. التحقت خلال هذا الوقت بدورات في جامعتي كولومبيا وكاليفورنيا. في عام 1912، انضم محرر جديد إلى الصحيفة، يُدعى جوزيف باس. كان باس أحد مؤسسي توبيكا، وقد شارك سبيرز قلقها حول قضايا الظلم والتمييز العنصري في المجتمع.

## العائلة والزواج
تزوجت تشارلوتا سبيرز من جوزيف باس، وأدارا الصحيفة معًا، لكن لم يكن لديهما أطفال.

## نسر كاليفورنيا
طوّرت صحيفة النسر جمهورًا كبيرًا من القرّاء السود، وبحلول عام 1925، وظفت الصحيفة 12 شخصًا ونشرت 20 صفحة في الأسبوع. جعلت المبيعات الضخمة منها أكبر صحيفة أمريكية أفريقية موجودة على الساحل الغربي. يُشار إليها باعتبارها رائدة في السياسات المتعددة الأعراق، إذ دافعت عن الحقوق المدنية الأمريكية الآسيوية والمكسيكية الأمريكية في الأربعينيات من القرن الماضي، وخلال تلك الفترة كانت صحيفة نسر كاليفورنيا، إلى جانب المطابع الأمريكية الأفريقية الأخرى، تخضع للتحقيق من قبل مكتب وزير الحرب، الذي اعتبرها تهديدًا للأمن القومي. استجوبت وزارة العدل باس في عام 1942 بشأن اتهامات الحصول على تمويل من قبل اليابان وألمانيا.
حوّل المحرر جون جي. نيمور بعد مرضه كل المهام إلى سبيرز. بعد وفاة نيمور، أصبحت سبيرز المالك الجديد للصحيفة. أعادت تسميتها إلى نسر كاليفورنيا بسبب زيادة القضايا الاجتماعية والسياسية. كان هدفها من نسر كاليفورنيا هو الكتابة عن الأخطاء الموجودة في المجتمع. كانت الصحيفة مصدرًا للمعلومات والإلهام لمجتمع السود، الذي غالبًا ما كان يُتجاهل أو يُصوّر بطريقة سلبية من قبل الصحافة البيضاء السائدة. بصفتها ناشرة، التزمت باس بإنتاج مقالات عالية الجودة. في عمودها الأسبوعي (على الرصيف)، الذي بدأ في عام 1927، لفتت الانتباه إلى الظروف الاجتماعية والسياسية غير العادلة لمجتمعات الأقليات في لوس أنجلوس وقادت حملة قوية من أجل الإصلاح.